# Argatroban
Argatroban   è un farmaco anticoagulante appartenente alla nuova categoria degli inibitori diretti della trombina (Direct thrombin inhibitors - DTI).
Argatroban è stato autorizzato dalla Food and Drug Administration (FDA) per la profilassi o il trattamento di trombosi nei pazienti con trombocitopenia indotta da eparina (HIT). 
Nel 2002, è stato approvato per l'uso percutaneo durante interventi coronarici in pazienti a rischio di trombosi. Nel 2012, è stato approvato dalla MHRA del Regno Unito per la terapia anticoagulante nei pazienti con trombocitopenia indotta da eparina di tipo II (HIT) che richiedono una terapia antitrombotica parenterale.